# Classifica scalatori (Vuelta a España)
La classifica scalatori della Vuelta a España, in lingua originale Clasificación general de la montaña (it. Classifica generale della montagna) è una delle classifiche accessorie della corsa a tappe spagnola, istituita nel 1935. Consiste in una graduatoria determinata dai punti che vengono assegnati ai ciclisti che transitano per primi i traguardi dei Gran Premi della Montagna. Il simbolo distintivo è, dall'edizione 2010, la maglia a pois blu.

## Storia
- 1935-1985  Maglia verde
- 1986  Maglia arancio
- 1987  Maglia rossa
- 1988-1989  Maglia bianca a pois neri
- 1990-2005  Maglia verde
- 2006-2008  Maglia arancio
- 2009  Maglia granata
- 2010-  Maglia bianca a pois blu

Questa classifica fu istituita nel 1935, anno in cui fu vinta dall'italiano Edoardo Molinar. La maglia distintiva è stata per lungo tempo verde (dal 1935 al 1985 poi dal 1990 al 2005). Nel 1986 fu arancione, rossa nel 1987 e poi bianca a pois neri nel 1988 e 1989. Dal 2006 al 2008 fu arancione per poi diventare granata per l'edizione 2009. Dal 2010 è bianca a pois blu.
Lo spagnolo José Luis Laguía è il corridore che ha vinto più volte questa speciale classifica, arrivando a Madrid con la maglia di leader del Gran Premio della Montagna per ben cinque volte, di cui tre consecutive. Il francese David Moncoutié ha vinto per quattro volte, consecutive, la maglia da leader degli scalatori. Altri ciclisti che hanno vinto questa classifica per tre volte consecutive sono stati Antonio Karmany, Julio Jiménez e José María Jiménez, tutti spagnoli. Complessivamente gli spagnoli si sono aggiudicati questa classifica 50 volte su un totale di 74.

## Albo d'oro
| Anno    | Corridore                                   | Squadra                                     | Punti                                       | Altre classifiche                           |
| ------- | ------------------------------------------- | ------------------------------------------- | ------------------------------------------- | ------------------------------------------- |
| 1935    | Edoardo Molinar                             | Indipendente                                | 68                                          | -                                           |
| 1936    | Salvador Molina                             | Indipendente                                | 78                                          | -                                           |
| 1937-40 | non disputata causa guerra civile spagnola  | non disputata causa guerra civile spagnola  | non disputata causa guerra civile spagnola  | non disputata causa guerra civile spagnola  |
| 1941    | Fermín Trueba                               | Indipendente                                | 32                                          | -                                           |
| 1942    | Julián Berrendero                           | Indipendente                                | ?                                           | Generale                                    |
| 1943-44 | non disputata causa seconda guerra mondiale | non disputata causa seconda guerra mondiale | non disputata causa seconda guerra mondiale | non disputata causa seconda guerra mondiale |
| 1945    | Julián Berrendero                           | Indipendente                                | 45                                          | -                                           |
| 1946    | Emilio Rodríguez                            | Indipendente                                | 39                                          | -                                           |
| 1947    | Emilio Rodríguez                            | Indipendente                                | 28                                          | -                                           |
| 1948    | Bernardo Ruiz                               | UD Sans                                     | 28                                          | Generale                                    |
| 1949    | non disputata                               | non disputata                               | non disputata                               | non disputata                               |
| 1950    | Emilio Rodríguez                            | Indipendente                                | 40                                          | Generale                                    |
| 1951-54 | non disputata                               | non disputata                               | non disputata                               | non disputata                               |
| 1955    | Giuseppe Buratti                            | Italia                                      | 35                                          | -                                           |
| 1956    | Nino Defilippis                             | Italia                                      | 26                                          | -                                           |
| 1957    | Federico Bahamontes                         | Spagna                                      | 26                                          | -                                           |
| 1958    | Federico Bahamontes                         | Spagna                                      | 70                                          | -                                           |
| 1959    | Antonio Suárez                              | Licor 43                                    | 56                                          | Generale                                    |
| 1960    | Antonio Karmany                             | KAS-Boxing                                  | 65                                          | -                                           |
| 1961    | Antonio Karmany                             | KAS-Royal-Asport                            | 52                                          | -                                           |
| 1962    | Antonio Karmany                             | KAS                                         | 59                                          | -                                           |
| 1963    | Julio Jiménez                               | Faema-Flandria                              | 61                                          | -                                           |
| 1964    | Julio Jiménez                               | KAS-Kaskol                                  | 76                                          | -                                           |
| 1965    | Julio Jiménez                               | KAS-Kaskol                                  | 62                                          | -                                           |
| 1966    | Gregorio San Miguel                         | KAS-Kaskol                                  | 60                                          | -                                           |
| 1967    | Mariano Díaz                                | Fagor                                       | 59                                          | -                                           |
| 1968    | Francisco Gabica                            | Fagor                                       | 62                                          | -                                           |
| 1969    | Luis Ocaña                                  | Fagor                                       | 33                                          | -                                           |
| 1970    | Agustín Tamames                             | Werner                                      | 69                                          | -                                           |
| 1971    | Joop Zoetemelk                              | Flandria-Beaulieu                           | 106                                         | -                                           |
| 1972    | José Manuel Fuente                          | KAS-Kaskol                                  | 97                                          | Generale                                    |
| 1973    | José Luis Abilleira                         | La Casera-Peña Bahamontes                   | 97                                          | -                                           |
| 1974    | José Luis Abilleira                         | La Casera-Peña Bahamontes                   | 108                                         | -                                           |
| 1975    | Andrés Oliva                                | KAS-Kaskol                                  | 117                                         | -                                           |
| 1976    | Andrés Oliva                                | KAS-Campagnolo                              | 157                                         | -                                           |
| 1977    | Pedro Torres Cruces                         | Teka                                        | 134                                         | -                                           |
| 1978    | Andrés Oliva                                | Teka                                        | 112                                         | -                                           |
| 1979    | Felipe Yáñez                                | KAS-Campagnolo                              | 95                                          | -                                           |
| 1980    | Juan Fernández                              | Zor-Vereco-Campagnolo                       | 94                                          | -                                           |
| 1981    | José Luis Laguía                            | Reynolds                                    | 144                                         | -                                           |
| 1982    | José Luis Laguía                            | Reynolds                                    | 90                                          | -                                           |
| 1983    | José Luis Laguía                            | Reynolds                                    | 123                                         | -                                           |
| 1984    | Felipe Yáñez                                | Orbea-Danena                                | 81                                          | -                                           |
| 1985    | José Luis Laguía                            | Reynolds                                    | 85                                          | -                                           |
| 1986    | José Luis Laguía                            | PDM-Concorde                                | 146                                         | -                                           |
| 1987    | Luis Herrera                                | Café de Colombia                            | 174                                         | Generale                                    |
| 1988    | Álvaro Pino                                 | BH                                          | 100                                         | -                                           |
| 1989    | Óscar de Jesús Vargas                       | Postobón Manzana                            | 142                                         | -                                           |
| 1990    | Martín Farfán                               | Kelme-Ibexpress                             | 123                                         | -                                           |
| 1991    | Luis Herrera                                | Ryalcao-Postobón                            | 157                                         | -                                           |
| 1992    | Carlos Hernández Bailo                      | Lotus-Festina                               | 194                                         | -                                           |
| 1993    | Tony Rominger                               | CLAS-Cajastur                               | 214                                         | Generale Punti                              |
| 1994    | Luc Leblanc                                 | Festina-Lotus                               | 158                                         | -                                           |
| 1995    | Laurent Jalabert                            | ONCE                                        | 238                                         | Generale Punti                              |
| 1996    | Tony Rominger                               | Mapei-GB                                    | 177                                         | -                                           |
| 1997    | José María Jiménez                          | Banesto                                     | 153                                         | -                                           |
| 1998    | José María Jiménez                          | Banesto                                     | 184                                         | -                                           |
| 1999    | José María Jiménez                          | Banesto                                     | 133                                         | -                                           |
| 2000    | Carlos Sastre                               | ONCE-Deutsche Bank                          | 102                                         | -                                           |
| 2001    | José María Jiménez                          | iBanesto.com                                | 162                                         | Punti                                       |
| 2002    | Aitor Osa                                   | iBanesto.com                                | 107                                         | -                                           |
| 2003    | Félix Cárdenas                              | Labarca 2-Café Baqué                        | 204                                         | -                                           |
| 2004    | Félix Cárdenas                              | Café Baqué                                  | 167                                         | -                                           |
| 2005    | Joaquim Rodríguez                           | Saunier Duval-Prodir                        | 200                                         | -                                           |
| 2006    | Egoi Martínez                               | Discovery Channel                           | 129                                         | -                                           |
| 2007    | Denis Men'šov                               | Rabobank                                    | 90                                          | Generale Combinata                          |
| 2008    | David Moncoutié                             | Cofidis, le Crédit par Téléphone            | 143                                         | -                                           |
| 2009    | David Moncoutié                             | Cofidis, le Crédit en Ligne                 | 186                                         | -                                           |
| 2010    | David Moncoutié                             | Cofidis, le Crédit en Ligne                 | 51                                          | -                                           |
| 2011    | David Moncoutié                             | Cofidis, le Crédit en Ligne                 | 63                                          | -                                           |
| 2012    | Simon Clarke                                | Orica-GreenEDGE                             | 63                                          | -                                           |
| 2013    | Nicolas Edet                                | Cofidis                                     | 46                                          | -                                           |
| 2014    | Luis León Sánchez                           | Caja Rural-Seguros RGA                      | 58                                          | -                                           |
| 2015    | Omar Fraile                                 | Caja Rural-Seguros RGA                      | 82                                          | -                                           |
| 2016    | Omar Fraile                                 | Team Dimension Data                         | 58                                          | -                                           |
| 2017    | Davide Villella                             | Cannondale-Drapac Pro Cycling Team          | 67                                          | -                                           |
| 2018    | Thomas De Gendt                             | Lotto Soudal                                | 95                                          | -                                           |
| 2019    | Geoffrey Bouchard                           | AG2R La Mondiale                            | 76                                          | -                                           |
| 2020    | Guillaume Martin                            | Cofidis                                     | 99                                          | -                                           |
| 2021    | Michael Storer                              | Team DSM                                    | 80                                          | -                                           |
| 2022    | Richard Carapaz                             | Ineos Grenadiers                            | 73                                          | -                                           |
| 2023    | Remco Evenepoel                             | Soudal Quick-Step                           | 135                                         | -                                           |
| 2024    | Jay Vine                                    | UAE Team Emirates                           | 78                                          | -                                           |